# Vornehme Hundsrute
Die Vornehme Hundsrute (Mutinus elegans) ist eine Pilzart aus der Gattung der Hundsruten (Mutinus).

## Merkmale

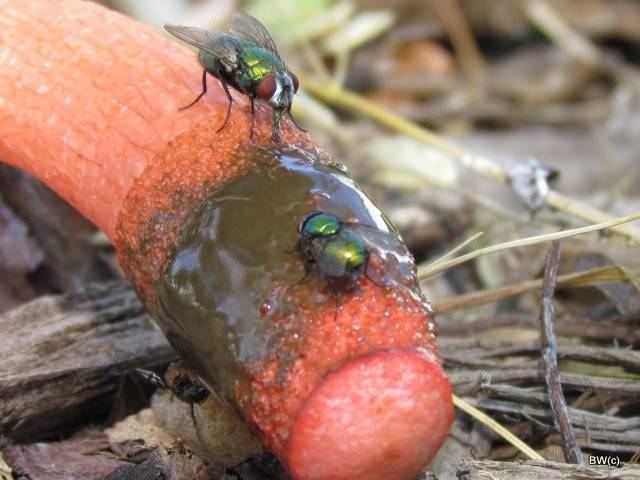
Die Sporen der Vornehmen Hundsrute werden mit der flüssigen Gleba von Fliegen aufgenommen und verbreitet.

Die Fruchtkörper der Vornehmen Hundsrute sind zunächst unterirdisch wachsende, 2–4 cm hohe und 2 cm breite Hexeneier mit blassbräunlicher Außenseite und kräftigem, verzweigten Mycelstrang. Das aus dem Hexenei hervorbrechende Receptaculum wird bis zu 15 cm lang, es ist an der Basis 1–2 cm dick und läuft nach oben spitz zu. Es ist hohl und porös gekammert und fast überall rot gefärbt. Es ist oft gekrümmt oder am Boden liegend. Die olivgrüne, schleimige Gleba bedeckt den oberen Teil des Receptaculums unregelmäßig. Die Vornehme Hundsrute riecht im Gegensatz zur Gemeinen Hundsrute stark nach Aas. 
Die Sporen sind glatt, ellipsoid (3,5–5 × 1,5–2 µm) und haben Hyphen ohne Schnallen.

## Ökologie
Die eingeschleppte Vornehme Hundsrute kommt in Mitteleuropa als Neomycet vor, jedoch nur an anthropogen beeinflussten Standorten. Als saprobiontischer Bodenbewohner wird sie in Gartenrasen, in Parks und an Wegeinfassungen gefunden.

## Verbreitung
Die Vornehme Hundsrute ist eine in Nordamerika heimische Art, die in Mitteleuropa meist nur unbeständig in Spanien, Italien, Frankreich, der Schweiz und Deutschland gefunden wurde. Außerhalb Europas kommt sie auch in Japan vor.

## Bedeutung
Die Vornehme Hundsrute kommt als Speisepilz nicht in Frage.